# 艾爾斯 (伊利諾伊邦德縣州)
艾爾斯（英語：Ayers）是位於美國伊利諾伊州邦德縣的一個非建制地區。該地的面積和人口皆未知。

## 地理
艾爾斯的座標為38°57′59″N 89°27′07″W / 38.96639°N 89.45194°W，而該地的平均海拔高度為180米（即591英尺）。